# Namíbia nos Jogos Olímpicos de Verão de 2024
Namíbia participou dos Jogos Olímpicos de Verão de 2024, realizados em Paris, na França. Foi a nona aparição consecutiva do país nos Jogos Olímpicos de Verão desde a estreia em Barcelona 1992.
Foi representado por quatro atletas que competiram no atletismo, ciclismo e natação, mas nenhum conquistou medalhas.

## Competidores
Esta foi a participação por modalidade nesta edição:
| Esporte   | Masculino | Feminino | Total |
| --------- | --------- | -------- | ----- |
| Atletismo | 0         | 1        | 1     |
| Ciclismo  | 1         | 1        | 2     |
| Natação   | 1         | 0        | 1     |
| Total     | 2         | 2        | 4     |

## Desempenho

### Atletismo
Feminino
Eventos de estrada
| Atleta           | Evento   | Final   | Final | Ref.  |
| Atleta           | Evento   | Tempo   | Pos.  | Ref.  |
| ---------------- | -------- | ------- | ----- | ----- |
| Helalia Johannes | Maratona | 2:38:36 | 68    | [ 5 ] |

### Ciclismo

#### Estrada
Feminino
| Atleta      | Evento             | Tempo   | Pos. | Ref.  |
| ----------- | ------------------ | ------- | ---- | ----- |
| Vera Looser | Corrida em estrada | 4:10:47 | 68   | [ 6 ] |

#### Mountain bike
Masculino
| Atleta      | Evento        | Tempo | Pos. | Ref.  |
| ----------- | ------------- | ----- | ---- | ----- |
| Alex Miller | Cross-country | DNF   | DNF  | [ 7 ] |

### Natação
Masculino
| Atleta          | Evento         | Final | Final | Ref.  |
| Atleta          | Evento         | Tempo | Pos.  | Ref.  |
| --------------- | -------------- | ----- | ----- | ----- |
| Phillip Seidler | Maratona 10 km | DNF   | DNF   | [ 8 ] |